# Zelotes balcanicus
Zelotes balcanicus este o specie de păianjeni din genul Zelotes, familia Gnaphosidae, descrisă de Christo Deltshev în anul 2006. Conform Catalogue of Life specia Zelotes balcanicus nu are subspecii cunoscute.